# Ševětín (stacja kolejowa)
Ševětín – stacja kolejowa w miejscowości Ševětín, w kraju południowoczeskim, w Czechach. Znajduje się na linii 202 Benešov – Czeskie Budziejowice, na wysokości 450 m n.p.m..  

## Linie kolejowe
- 220: Benešov – Czeskie Budziejowice